# Peelova komise

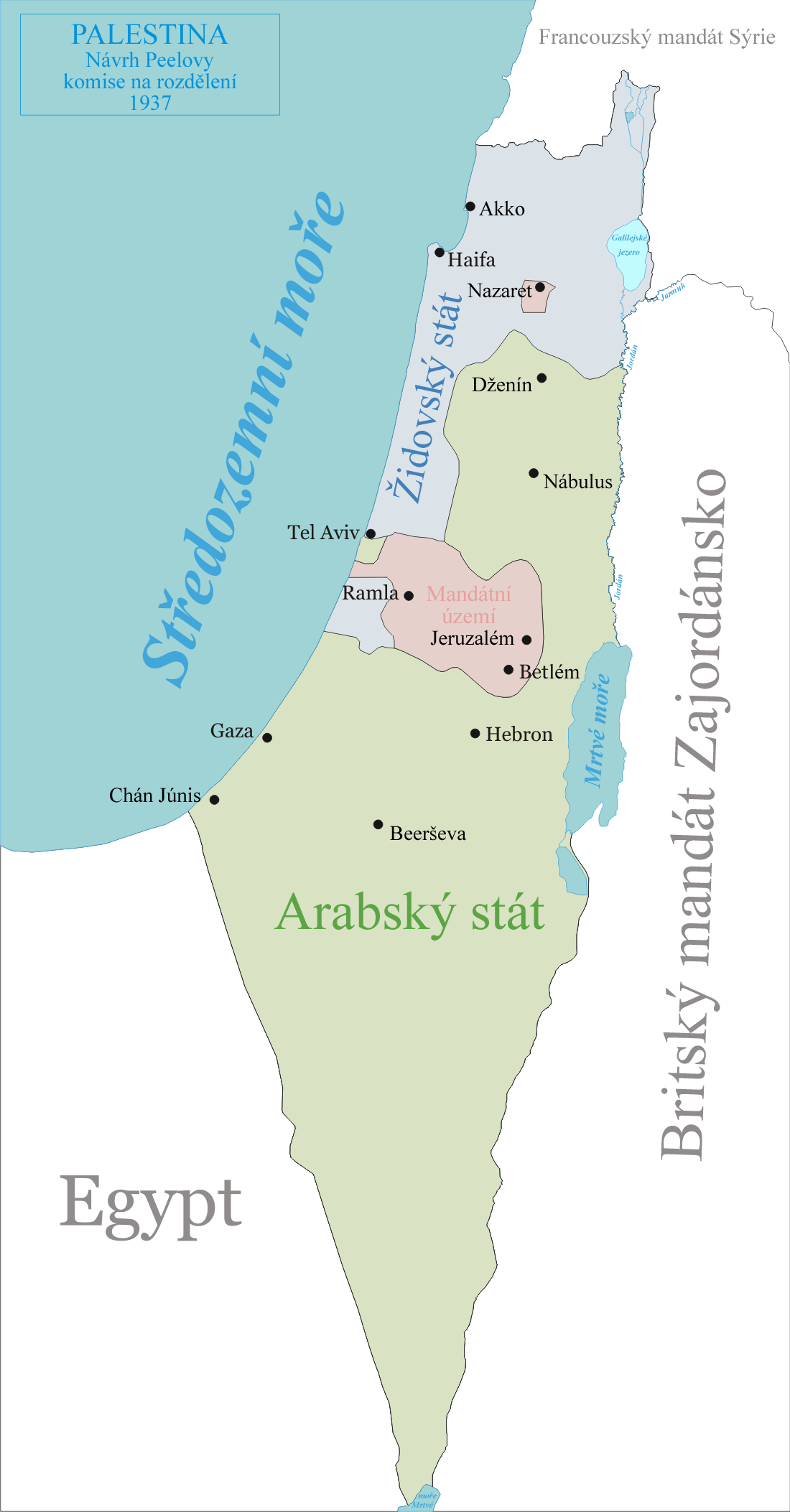
Návrh Peelovy komise na rozdělení Mandátu.

Peelova komise, běžně známá jako Královská komise, byla britská komise, která v letech 1936–1937 vyšetřovala příčinu nepokojů, které vypukly v roce 1936 a přerostly v útoky na židovské civilisty a generální stávku Arabů. V čele nepokojů stál velký jeruzalémský muftí Amín al-Husajní, který inicioval vznik Vysoké arabské komise, do jejíhož čela se postavil. V čele komise stál bývalý státní sekretář pro Indii lord Robert Peel.

## Šetření a doporučení
Během šetření Peelovy komise se poprvé objevila myšlenka na rozdělení Palestiny. Konečná zpráva, vydána v červenci 1937, sice na jedné straně připouštěla velmi kladný vliv židovského obyvatelstva na rozvoj země, na straně druhé však souhlasila s arabským požadavkem na omezení židovského přistěhovalectví na 12 000 osob po dobu následujících pěti let. Zejména však zpráva navrhla rozdělit zemi na tři regiony: židovský zahrnující přímořské pláně a Galileu; podstatně větší arabský, zahrnující zbytek Palestiny, který by byl připojen k Zajordánsku; a trvalou britskou správu nad enklávou zahrnující jeruzalémsko-betlémský výběžek s koridorem k moři a britské základně na Galilejském jezeře a Akabský záliv. Později byl plán poněkud upraven, aby usnadnil výměnu pozemků a obyvatelstva podle řecko-tureckého vzoru po první světové válce.

## Reakce
Všichni představitelé Arabů v Palestině i zajordánský král Abdalláh I. plán odmítli. Na židovské straně plán okamžitě odmítli Vladimír Žabotinský a další revizionisté, Světová sionistická organizace přes výhrady plán přijala. Nakonec však plán realizován nebyl, což zapříčinilo zejména další arabské povstání v letech 1936–39, zaměřená jak proti Židům, tak i proti Britům. Ačkoliv se vzpouru nakonec podařilo potlačit, reagovala britská vláda v květnu 1939 vydáním MacDonaldovy bílé knihy, čímž vlastně vyšla vstříc palestinským Arabům, pohřbila návrhy „Peelovy komise“ a ještě přísněji omezila židovské přistěhovalectví, což se v důsledku rovnalo rozsudku smrti pro statisíce Židů prchajících před nacismem.